# ساوث راسل (أوهايو)
ساوث راسل (بالإنجليزية: South Russell, Ohio)‏ هي قرية تقع في الولايات المتحدة في مقاطعة غياوغا. يقدر عدد سكانها بـ 3,810 نسمة ومساحتها 9.92 كم2 وترتفع عن سطح البحر 342 متر.

## التركيبة السكانية
قام مكتب تعداد الولايات المتحدة بتحديد بيانات التركيبة السكانية لساوث راسل في تعداد الولايات المتحدة. في ما يلي، التركيبة السكانية حسب تعدادي 2000 و2010.

### تعداد عام 2000
بلغ عدد سكان ساوث راسل 4,022 نسمة بحسب تعداد عام 2000، وبلغ عدد الأسر 1,364 أسرة وعدد العائلات 1,159 عائلة مقيمة في القرية. في حين سجلت الكثافة السكانية 1,043.6 نسمة لكل ميل مربع (402.9/كم2). وبلغ عدد الوحدات السكنية 1,401 وحدة بمتوسط كثافة قدره 363.5 نسمة لكل ميل مربع (140.3/كم2).
وتوزع التركيب العرقي للقرية بنسبة 98.43% من البيض و 0.80% من الأمريكيين ذوي الأصول الآسيوية و 0.35% من الأمريكيين الأفارقة و 0.42% من عرقين مختلطين أو أكثر.
بلغ عدد الأسر 1,364 أسرة كانت نسبة 47.0% منها لديها أطفال تحت سن الثامنة عشر تعيش معهم، وبلغت نسبة الأزواج القاطنين مع بعضهم البعض 77.6% من أصل المجموع الكلي للأسر، ونسبة 5.1% من الأسر كان لديها معيلات من الإناث دون وجود شريك، وكانت نسبة 15.0% من غير العائلات. تألفت نسبة 13.4% من أصل جميع الأسر من أفراد ونسبة 6.6% كانوا يعيش معهم شخص وحيد يبلغ من العمر 65 عاماً فما فوق. وبلغ متوسط حجم الأسرة المعيشية 3.26، أما متوسط حجم العائلات فبلغ 2.95.
بلغ العمر الوسطي للسكان 40 عاماً. وكانت نسبة 32.8% من القاطنين تحت سن الثامنة عشر، وكانت نسبة 3.8% بين الثامنة عشر والأربعة وعشرون عاماً، ونسبة 23.7% كانت واقعةً في الفئة العمرية ما بين الخامسة والعشرون حتى والأربعة وأربعون عاماً، ونسبة 28.8% كانت ما بين الخامسة والأربعون حتى الرابعة والستون، ونسبة 10.9% كانت ضمن فئة الخامسة والستون عاماً فما فوق. يوجد لكل 100 أنثى 96.3 ذكر، ويوجد لكل 100 أنثى في الثامنة عشر من عمرها فما فوق 91.3 ذكر.
بلغ متوسط دخل الأسرة في القرية 94,714 دولار، أما متوسط دخل العائلة فبلغ 103,174 دولار. وكان متوسط دخل الذكور 84,783 دولار مقابل 38,854 دولار للإناث. وسجل دخل الفرد الخاص بالقرية 41,091 دولار.

### تعداد عام 2010
بلغ عدد سكان ساوث راسل 3,819 نسمة بحسب تعداد عام 2010، وبلغ عدد الأسر 1,373 أسرة وعدد العائلات 1,121 عائلة مقيمة في القرية. في حين سجلت الكثافة السكانية 1,016.0 نسمة لكل ميل مربع (392.3/كم2). وبلغ عدد الوحدات السكنية 1,436 وحدة بمتوسط كثافة قدره 382.9 لكل ميل مربع (147.8/كم2).
وتوزع التركيب العرقي للقرية بنسبة 97.5% من البيض و 0.1% من الأمريكيين الأصليين و 1.2% من الأمريكيين ذوي الأصول الآسيوية و 0.1% من سكان جزر المحيط الهادئ و 0.4% من الأمريكيين الأفارقة و 0.7% من عرقين مختلطين أو أكثر.
بلغ عدد الأسر 1,373 أسرة كانت نسبة 41.2% منها لديها أطفال تحت سن الثامنة عشر تعيش معهم، وبلغت نسبة الأزواج القاطنين مع بعضهم البعض 73.5% من أصل المجموع الكلي للأسر، ونسبة 5.4% من الأسر كان لديها معيلات من الإناث دون وجود شريك، بينما كانت نسبة 2.8% من الأسر لديها معيلون من الذكور دون وجود شريكة وكانت نسبة 18.4% من غير العائلات. تألفت نسبة 16.5% من أصل جميع الأسر من أفراد ونسبة 7.7% كانوا يعيش معهم شخص وحيد يبلغ من العمر 65 عاماً فما فوق. وبلغ متوسط حجم الأسرة المعيشية 3.13، أما متوسط حجم العائلات فبلغ 2.77.
بلغ العمر الوسطي للسكان 44.9 عاماً. وكانت نسبة 29.1% من القاطنين تحت سن الثامنة عشر، وكانت نسبة 4.8% بين الثامنة عشر والأربعة وعشرون عاماً، ونسبة 16.4% كانت واقعةً في الفئة العمرية ما بين الخامسة والعشرون حتى والأربعة وأربعون عاماً، ونسبة 35.7% كانت ما بين الخامسة والأربعون حتى الرابعة والستون، ونسبة 14.1% كانت ضمن فئة الخامسة والستون عاماً فما فوق. وتوزع التركيب الجنسي للسكان بنسبة 49.7% ذكور و50.3% إناث.